# 데이비드 드레이크

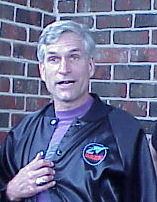

데이비드 드레이크(David Drake, 본명: 데이비드 A. 드레이크, David A. Drake, 1945년 9월 24일 ~ 2023년 12월 10일)는 미국의 SF (장르) 및 판타지 문학 작가이다. 베트남 전쟁 참전용사인 밀리터리 SF 장르의 작가가 되기 전에 변호사로 일했다.